# Недункіллі
Недункіллі (там. நெடுங்கிள்ளி) — південноіндійський правитель з династії Чола. Син одного з найвидатніших індійських монархів того часу Карікали.